# Het Groote Diep
Het Groote Diep is een voormalig interprovinciaal waterschap in de Nederlandse provincies Drenthe en Groningen.
Het waterschap had als taak om de Drentsche Aa (ter plaatse het Groote Diep genoemd) ten noorden van de Zuidlaarderbrug (in de weg van Zuidlaren naar Vries) te onderhouden, tot de plek waar deze uitmondt in het Noord-Willemskanaal.
Het schap lag voornamelijk in de provincie Drenthe, maar ook enkele eigenaren van percelen in Groningen betaalden mee aan het onderhoud.
Waterstaatkundig gezien ligt het gebied sinds 2000 binnen dat van het waterschap Hunze en Aa's.